# Західний тритон
Західний тритон (Taricha) — рід земноводних підродини Pleurodelinae родини саламандрові. Має 4 види. Інша назва «тихоокеанський тритон». Отруйні амфібії.

## Опис
Загальна довжина представників цього роду коливається від 11 до 19 см. Голова велика та широка. Очі у різних видів неоднакові: бувають досить маленькі й великі. Тулуб кремезний та масивний. Шкіра переважно шорстка, вкрита дрібними зернятками. Кінцівки міцні. Хвіст чіпкий. У самців більш гладенька шкіра та здебільшого плаский хвіст. Забарвлення спини коливається світло-коричневого до чорного кольору, а черево переважно жовтого, помаранчевого або червоного кольору.

## Спосіб життя
Полюбляють лісисті, скелясті, гірські місцини. Ведуть напівводний спосіб життя. Активні вночі. Живляться дрібними безхребетними. Як захист від ворогів використовує отруйний слиз, що міститься у шкірі. В ньому переважає тетродотоксин, що може бути небезпечним й для людини.
Це яйцекладні амфібії. Самиці відкладають 15—30 яєць.

## Розповсюдження
Мешкають від південної Аляски до Каліфорнії (США).

## Види
- Taricha granulosa
- Taricha rivularis
- Taricha sierrae
- Taricha torosa